# Фосфаты меди(II)
Фосфаты меди(II) — неорганические соединения,
соли металла меди и фосфорной кислоты.

## Метафосфаты
- Метафосфат меди(II) Cu(PO3)2·4H2O — синие кристаллы, образуются при осаждении этанолом смеси растворов хлорида меди(II) и метафосфата натрия:

{\displaystyle {\mathsf {CuCl_{2}+2NaPO_{3}\ {\xrightarrow {}}\ Cu(PO_{3})_{2}+2NaCl}}}
Образуется в безводной форме при нагревании оксида меди с концентрированной фосфорной кислотой или при прокаливании при 316 °C после упаривания продукта реакции разбавленного раствора фосфорной кислоты с нитратом меди(II). Плохо растворяется в большинстве кислот и в щелочах.
- Гексаметафосфат меди(II) Cu3(P3O9)2 — синяя стеклообразная масса, плохо растворимая в воде. Образуется как осадок при смешении концентрированных растворов хлорида меди(II) и гексаметафосфата натрия.

## Ортофосфаты

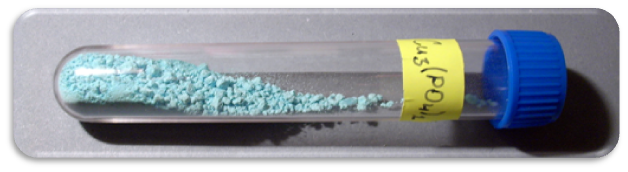
Ортофосфат меди(II)

- Ортогидрофосфат меди(II) CuHPO4·H2O — зелёные кристаллы с плотностью 3,4 г/см3, образуются при действии слабокислого раствора оксида фосфора на оксид меди(II):

{\displaystyle {\mathsf {4CuO+P_{4}O_{10}+2H_{2}O\ {\xrightarrow {}}\ 4CuHPO_{4}}}}
- Ортофосфат меди(II) Cu3(PO4)2·3H2O — сине-зелёные кристаллы.

- Ортодигидрофосфат меди(II) Cu(H2PO4)2 — гигроскопичные, легко гидролизующиеся зелёные кристаллы; выпадают в осадок из очень кислого водного раствора оксида фосфора под действием оксида меди(II).

## Пирофосфаты
- Пирофосфат меди(II) Cu2P2O7·5H2O — зелёные кристаллы, не растворяются в воде. Растворяется в аммиаке, образуя комплексы. Растворяется также в пирофосфатах щелочных металлов (образуя двойные соли) и в разбавленных минеральных кислотах. Разлагается щелочами, сероводородом, сульфидами щелочных металлов.